# Шарл Поци
Шарл Поци (на френски: Charles Pozzi) е бивш пилот от Формула 1. Роден на 27 август 1909 година в Париж, Франция.

## Формула 1
Шарл Поци прави своя дебют във Формула 1 в Голямата награда на Франция през 1950 година. В световния шампионат записва 1 състезания като не успява да спечели точки. Състезава се с частен автомобил Талбот-Лаго.